# 段跃庆
段跃庆（1958年12月—），云南大理人。1982年12月加入中国共产党。云南大学中文系毕业，四川大学中文系研究生学历。中华人民共和国政治人物、学者。

## 生平
历任云南大学助教、讲师、副教授、文学系总支书记，硕士研究生导师；云南省文化厅副厅长，省委副秘书长；中共保山市委副书记、代市长、市长等职。2007年5月调任中共怒江傈僳族自治州州党委书记。2013年3月，任云南省旅游发展委员会党组书记、主任；2016年2月，任云南省政协港澳台侨和外事委员会副主任。
2018年5月，段跃庆因涉嫌严重违纪违法，接受云南省纪委监委纪律审查和监察调查，并于同年被云南省纪委监委开除党籍、开除公职。